# Callionima parce
Callionima parce är en fjärilsart som beskrevs av Bönninghausen 1899. Callionima parce ingår i släktet Callionima och familjen svärmare. Inga underarter finns listade i Catalogue of Life.

## Bildgalleri

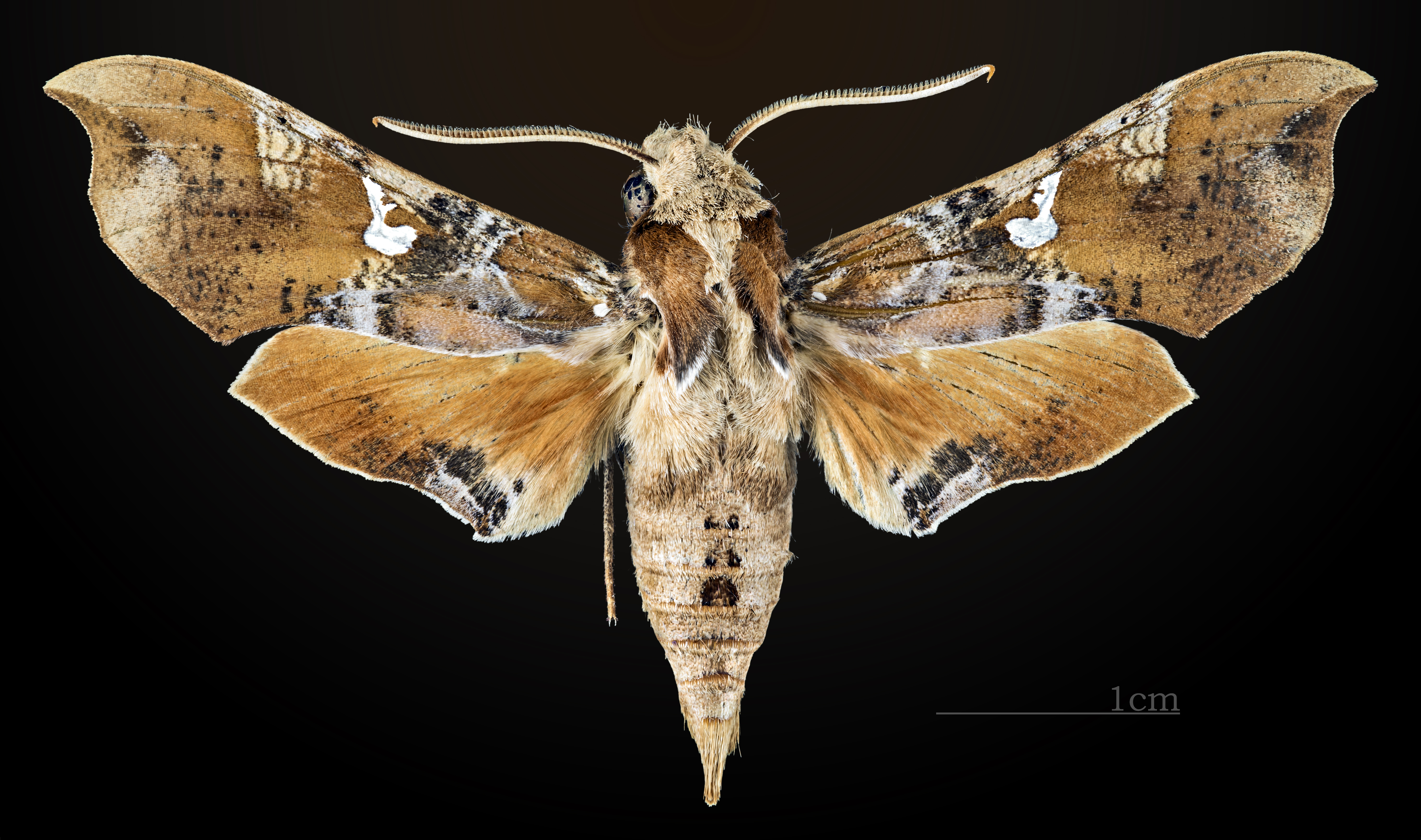
Callionima parce ♂
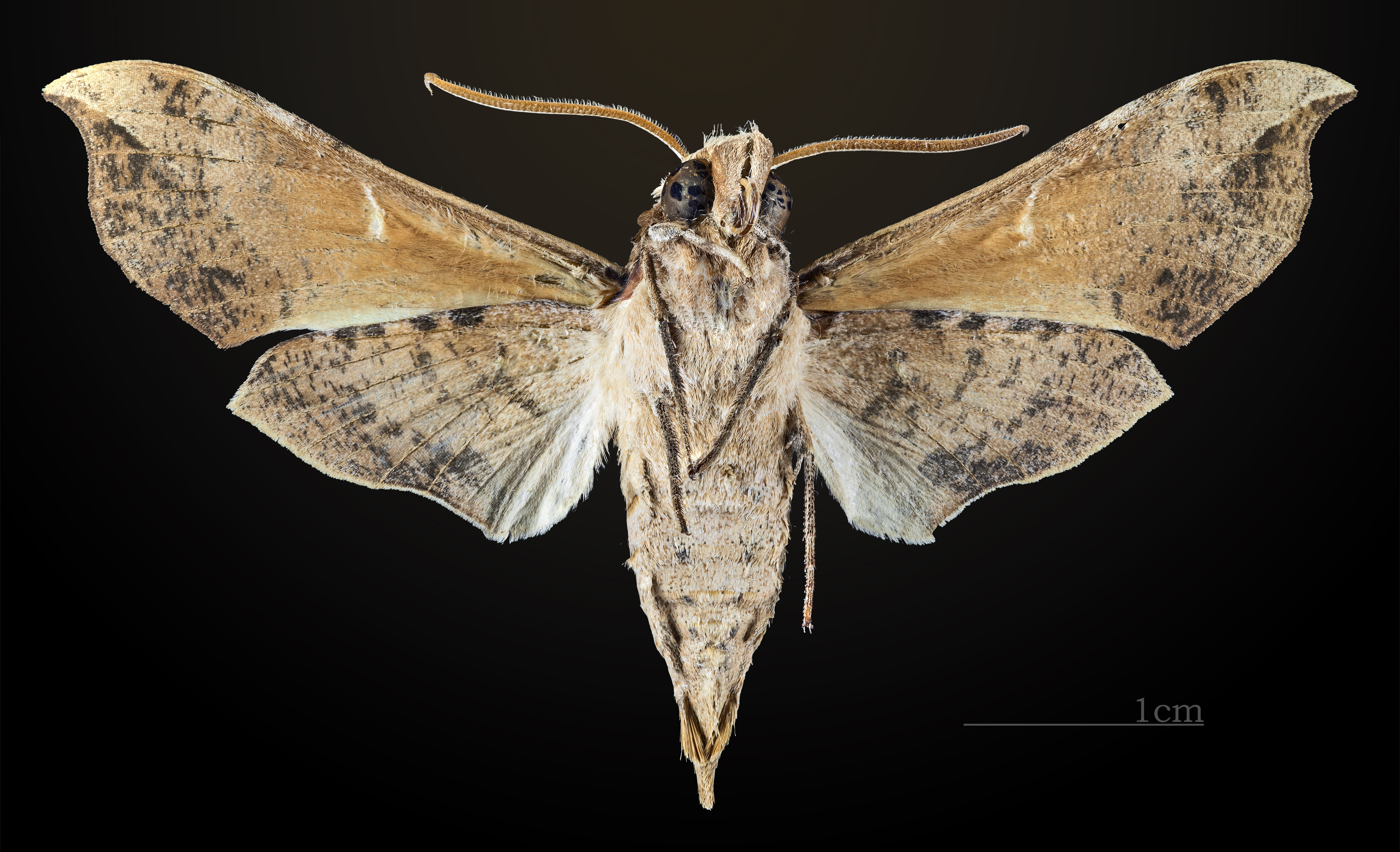
Callionima parce ♂   △
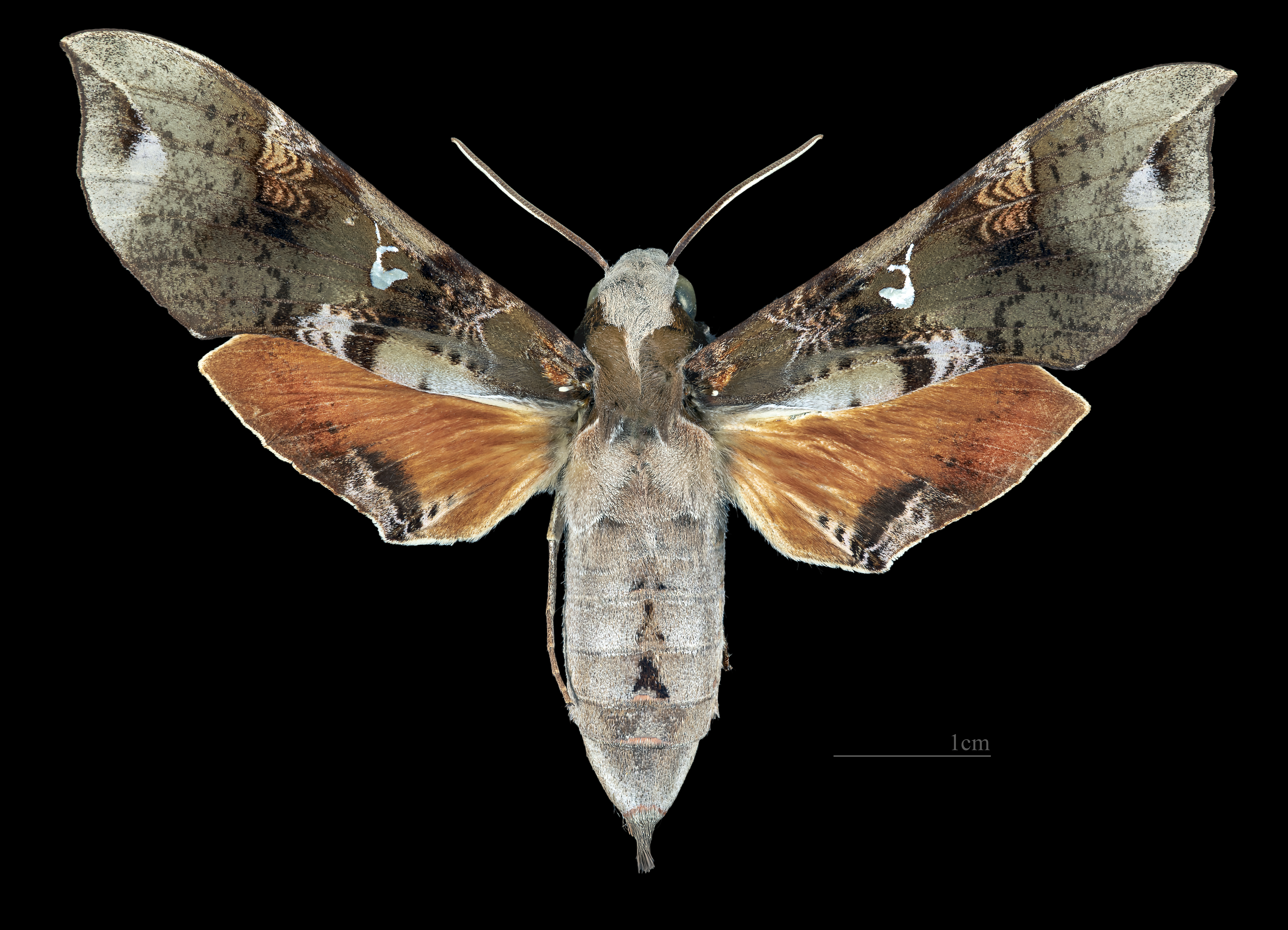
Callionima parce  ♀
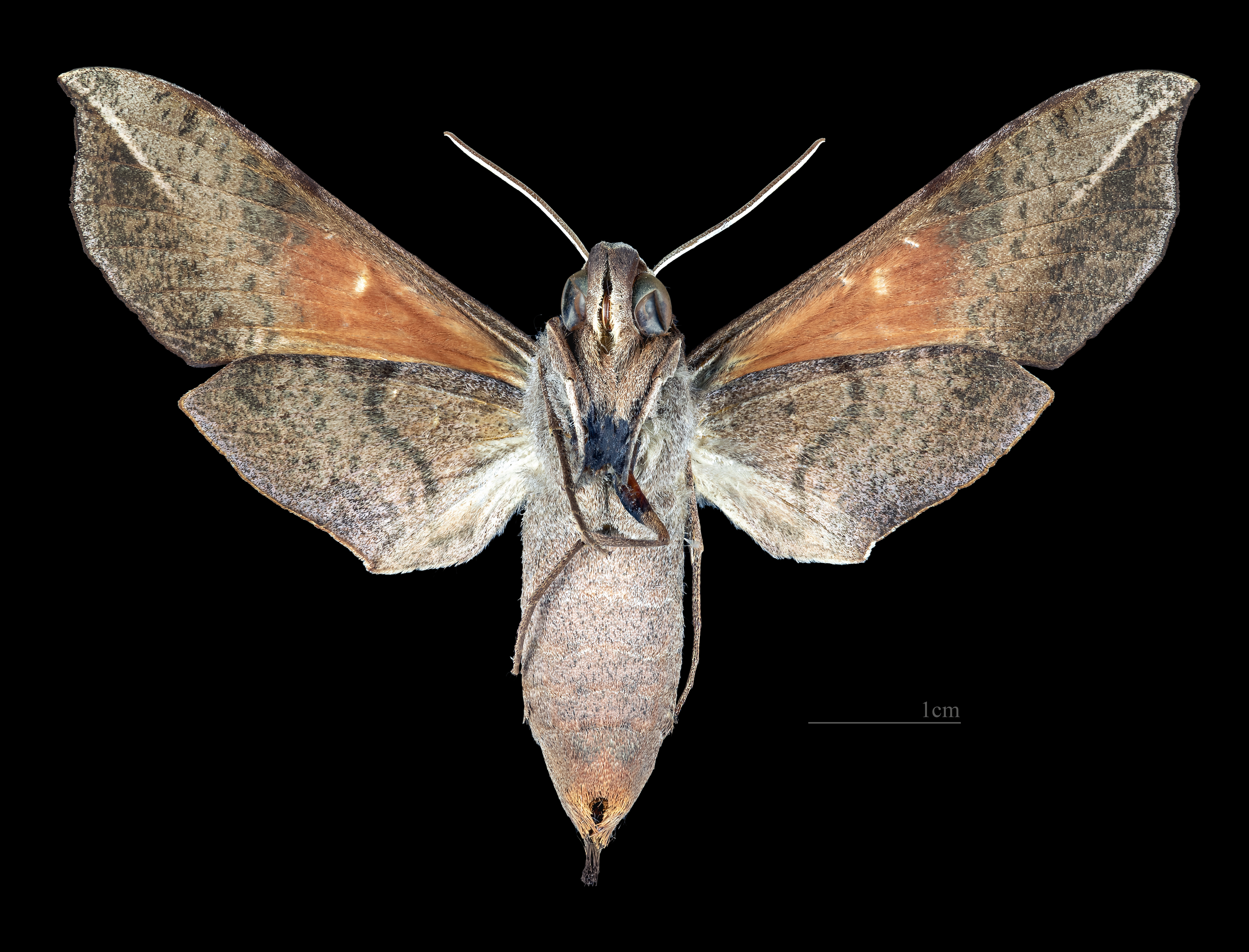
Callionima parce  ♀ △